# Pajuperänkangas
Pajuperänkangas este o arie protejată (arie specială de conservare — SAC, sit de importanță comunitară — SCI) din Finlanda întinsă pe o suprafață de 37,1 ha, integral pe uscat.

## Localizare
Centrul sitului Pajuperänkangas este situat la coordonatele 63°37′49″N 25°16′20″E / 63.6303°N 25.2722°E.

## Înființare
Situl Pajuperänkangas a fost declarat sit de importanță comunitară în mai 2002 pentru a proteja un număr necunoscut de specii din flora spontană și fauna sălbatică aflate în arealul zonei. Situl a fost protejat și ca arie specială de conservare în aprilie 2015.

## Biodiversitate
Situată în ecoregiunea boreală, aria protejată conține 2 habitate naturale: Taiga vestică, Mlaștini împădurite.
La baza desemnării sitului se află un număr nedeclarat de specii protejate.
Pe lângă speciile protejate, pe teritoriul sitului au mai fost identificate 1 specie de plante, 7 specii de pești.